# 타츠키
타츠키(일본어: たつき, 본명: 오모토 다쓰키(尾本 達紀))는 일본의 애니메이터이자 애니메이션 연출가, 감독이다. 2017년 애니메이션 《케모노 프렌즈》를 감독했다.